# 水鳥
水鳥（すいちょう、みずとり）とは、水辺に棲息する鳥の総称。
川、水田、湖沼、湿原、海岸などに棲息する。指の間に水かきをもち、水上、または水中での行動に適した体形に進化しており、陸上や樹上での敏捷性に欠けるものが多い。羽毛（ダウン）は断熱と撥水のため多くの空気を含む性質を有することから、防寒着や寝袋などの中綿に利用されている。
冬でも水上で活動できるのは足の付け根の部分で静脈と動脈の血管が隣り合わせになっていて、動脈血が静脈血によって冷やされ、足の温度が水温とほとんど差がない状態になり、静脈血も動脈血によって温められてから胴体に戻ることで体温の低下を防いでいるためである。
魚、両生類、貝、甲殻類など動物食のもの、水草、海草など植物食のものがある。
対応種に関しては、Category:水鳥を参照。
なお、俳句では冬の季語になり、冬の水上の鳥を総称していう。鴨、鳰、千鳥、都鳥、鵞鳥などが入る。また、水に浮いたまま眠っている鳥を浮寝鳥という。

## 英語の対応語
- Wildfowl、Waterbird カモ類
- Wildfowl シギチ類